# Geografia de Grècia

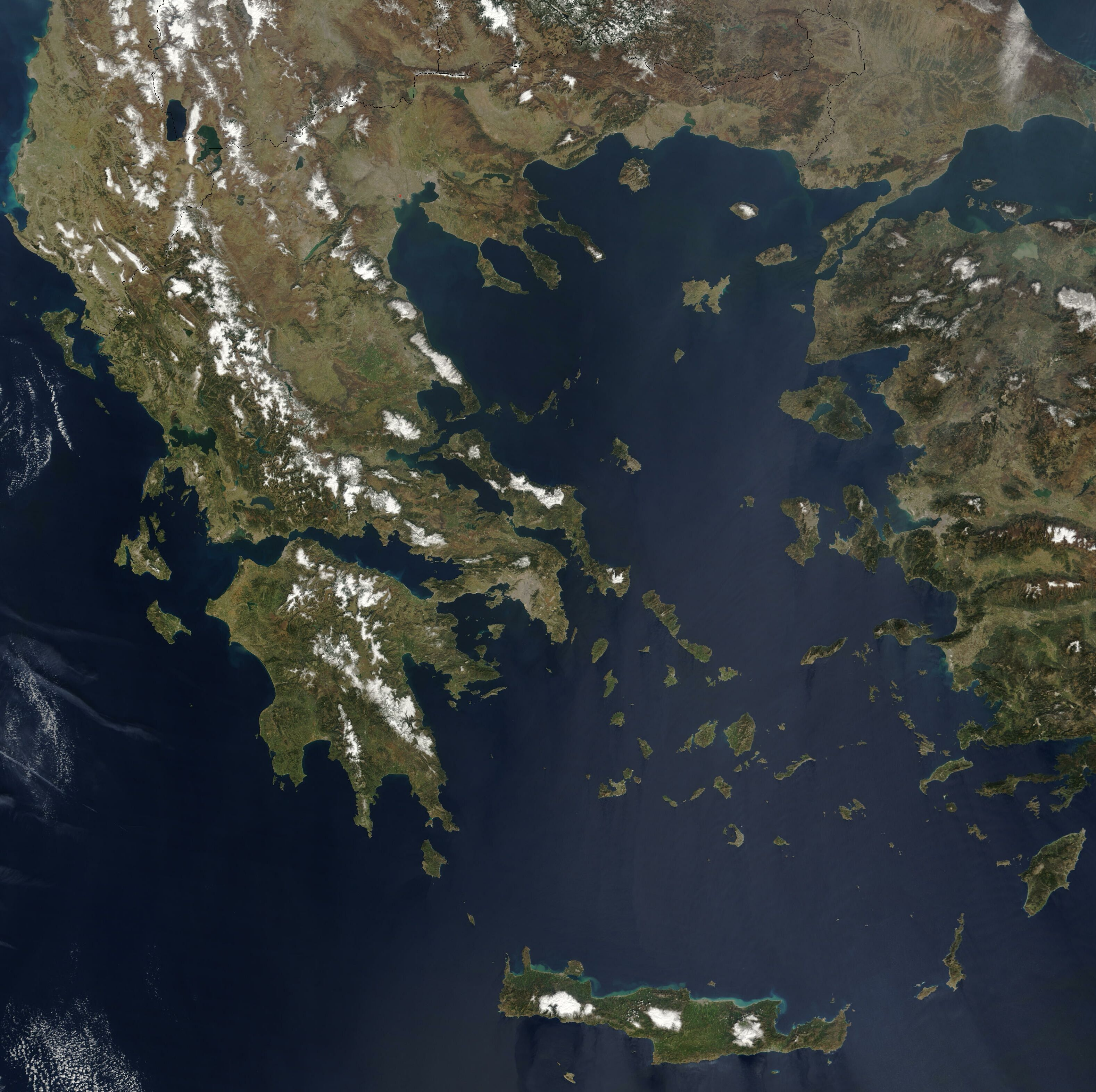
Fotografia de Grècia amb satèl·lit.

Grècia (nom oficial: Ελληνική Δημοκρατία, Ellinikí Dimokratia) és un estat d'Europa meridional, membre de la Unió Europea (UE) situat a l'extrem sud de la Península Balcànica, al litoral del Mar Mediterrani. Limita amb el mar Egeu, el mar Jònic i la Mediterrània. Grècia fa frontera per terra amb Albània, Macedònia, Bulgària i Turquia. Per mar fa frontera amb Itàlia, Turquia i Albània.
El país consisteix en una extensa àrea continental situada al sud dels Balcans; la península del Peloponès, separada del continent pel canal de l'istme de Corint; i un bon nombre d'illes que representen al voltant d'un 16% del territori i que inclouen, entre d'altres, Creta,  Rodes, Eubea, Lesbos, Quios, Tassos, Samotràcia, Lemnos i els arxipèlags del Dodecanès, les Cíclades i les Espòrades, totes les quals a la mar Egea, i Corfú, Lèucada, Cefalònia i Zacint a la mar Jònica. Grècia té més de 14.880 km de costa i només 1.228 km de fronteres terrestres, amb una extensió total de 131.957 km² i una població estimada d'11.062.508 habitants (2012).
Un 80% de Grècia és muntanyós. La major part del país és sec i rocós, per la qual cosa només un 20,45% del terreny és cultivable. A la Grècia occidental hi ha llacs i aiguamolls. El Pindos, la serralada central, té una altitud mitjana de 2.650 m. El mont Olimp és el punt més elevat de Grècia, a 2.917 m sobre el nivell del mar.
El clima de Grècia és mediterrani i presenta hiverns suaus i humits i estius càlids i eixuts. Les temperatures rarament hi són extremes, tot i que a l'hivern la neu cau a les muntanyes i ocasionalment fins i tot als barris interiors d'Atenes.

## Orografia
Grècia és el sisè país més muntanyós d'Europa, amb un 80% del seu territori considerat de muntanya. Grècia occidental és una regió de llacs i d'aiguamolls. Les muntanyes del Pindos formen la serralada central del país amb una altura mitjana de 2.650 metres. Aquesta cadena es prolonga cap al mar per les illes de Citera i Anticitera per acabar a Creta i a Rodes. Les illes de la mar Egea són els cims de les muntanyes submarines d'aquesta serralada.
Cap punt de Grècia s'allunya de la mar més de 100 quilòmetres i al Peloponès aquesta distància no arriba ni a 50 km. De fet, des de tots els cims de Grècia es pot veure el mar.
Les zones de Grècia central i occidental presenten cims elevats i escarpats, on hi ha molts canyons i paisatges càrstics com a Meteora o a les gorges del Vikos. Aquestes gorges són les més grans del món i les més profundes després del Gran Canyó, amb més de 1.112 metres de profunditat.
El nord de Grècia presenta una altra cadena muntanyosa, la serralada del Ròdope, entre Macedònia Oriental i Tràcia. Aquesta regió està coberta per grans i espessos boscos centenaris com el de Dadià, prop de la frontera amb Turquia.
El mont Olimp és el punt més alt de Grècia amb 2.917 metres sobre el nivell del mar, mentre que les planícies es troben principalment a Tessàlia Oriental, a Macedònia Central i a Tràcia.
La formació de rius és escassa pel feble grau de precipitacions i la divisió del relleu. Hi ha pocs rius importants i alguns d'ells naixen fora del territori grec. En l'Antiguitat, les carreteres principals seguien els cursos d'aigua, i el riu Hebros era navegable. L'abril de 2006, 22 ciutats gregues es van unir en una xarxa de ciutats fluvials amb l'objectiu de lluitar contra la contaminació dels rius i de coordinar els seus esforços.
A Grècia hi ha 21 llacs, del qual 14 artificials, que cobreixen una superfície de 59.900 hectàrees, la majoria a la meitat nord del país.
| Riu       | Longitud en km | Riu      | Longitud en km |
| --------- | -------------- | -------- | -------------- |
| Hebros    | 204            | Asop     | 80             |
| Nestos    | 130            | Eurotes  | 82             |
| Estrímon  | 118            | Alfeu    | 110            |
| Àxios     | 76             | Aqueloos | 220            |
| Haliàcmon | 297            | Aractos  | 110            |
| Peneu     | 205            | Tíamis   | 115            |
| Esperqueu | 80             | Aoos     | 70             |
| Cefís     | 60             | Enipeu   | 84             |

| Llac                 | Regió                       | Superficie en km²; | Llac       | Regió                       | Superficie en km²; |
| -------------------- | --------------------------- | ------------------ | ---------- | --------------------------- | ------------------ |
| Tricònida            | Grècia Central              | 95.840             | Kerkini    | Macedònia Occidental        | 37,668             |
| Volvi                | Macedònia Oriental i Tràcia | 70.353             | Kastoria   | Macedònia Occidental        | 28.665             |
| Vergoritis           | Macedònia Occidental        | 54.311             | Ioannina   | Epir                        | 19.470             |
| Bistonis             | Regió de Tràcia             | 45.030             | Iliki      | Grècia Central              | 19.118             |
| Llac Koronia         | Macedònia Oriental i Tràcia | 42.823             | Doiranis   | Macedònia Oriental i Tràcia | 15.350             |
| Llac petit de Prespa | Macedònia Occidental        | 42.541             | Amvrakia   | Grècia Central              | 14.477             |
| Llac Prespa          | Macedònia Occidental        | 39.040             | Lisimachia | Grècia Central              | 13.085             |

## Clima

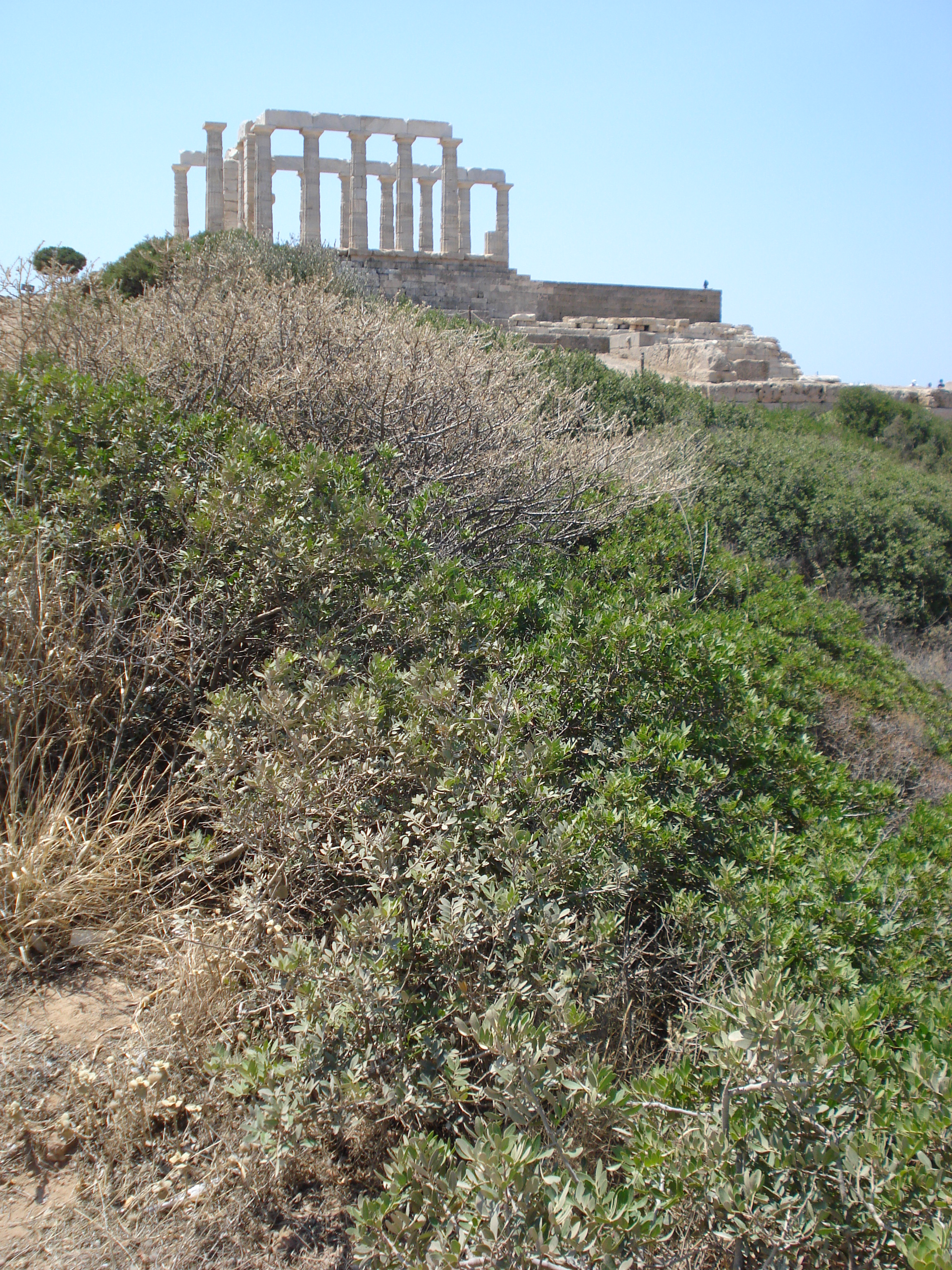
Flora en estiu al cap Súnion, a l'extrem sud de la regió de l'Àtica.

Tot i que Grècia és considerat un lloc de clima típicament mediterrani, geogràficament i climàticament el territori grec és molt variat. El clima de Grècia es divideix en tres classes:
- El clima mediterrani, que té hiverns humits i temperats, i estius calorosos i secs. La temperatura rarament arriba a nivells extrems, encara que de vegades neva a Atenes, Creta o les Cíclades a l'hivern. La costa oest és la més humida de Grècia. Els hiverns són freds i el vent del mar suavitza les temperatures a l'estiu. La costa est és la menys humida del país a l'hivern. Els hiverns són molt secs. A l'estiu, la calor és sufocant, en particular sobre el continent.

A Creta i al mar Egeu, plou relativament sovint a l'hivern (un dia de cada tres a Creta). Per aquest motiu els hiverns són molt suaus i la temperatura del mar pot arribar als 15 °C. L'estiu pot ser molt càlid, a menys que els vents etesis del nord bufen i facin que les temperatures abaixin de nou.
- El clima alpí és present primordialment a Grècia Occidental (Epir, Grècia Central, Tessàlia, Macedònia Occidental així com en parts cèntriques de l'Peloponès com Acaia, Arcàdia i parts de Lacònia on el rang alpí té influència.

- El clima temperat és present a Macedònia Central i Oriental així com a Tràcia en llocs com Komotini, Xanthi i Evros septentrional; amb hiverns humits i freds, i estius càlids i secs. El nord i l'interior del país estan entre les regions més fredes a l'hivern i són igualment les més seques. Les muntanyes queden cobertes de neu. L'estiu és molt càlid i tempestuós i el vent limita la pujada de les temperatures.

Els barris meridionals d'Atenes estan a la zona mediterrània, mentre que els barris del nord tenen clima temperat.
En termes generals, l'any es pot dividir en dues estacions principals: un primer període relativament fred i plujós a partir del novembre fins a finals de març, i l'estació, calenta i seca a partir de l'abril fins al setembre.
| Paràmetres climàtics mitjans de Atenes | Paràmetres climàtics mitjans de Atenes | Paràmetres climàtics mitjans de Atenes | Paràmetres climàtics mitjans de Atenes | Paràmetres climàtics mitjans de Atenes | Paràmetres climàtics mitjans de Atenes | Paràmetres climàtics mitjans de Atenes | Paràmetres climàtics mitjans de Atenes | Paràmetres climàtics mitjans de Atenes | Paràmetres climàtics mitjans de Atenes | Paràmetres climàtics mitjans de Atenes | Paràmetres climàtics mitjans de Atenes | Paràmetres climàtics mitjans de Atenes | Paràmetres climàtics mitjans de Atenes |
| Mes                                    | Gen.                                   | Feb.                                   | Mar.                                   | Abr.                                   | Mai.                                   | Jun.                                   | Jul.                                   | Ago.                                   | Set.                                   | Oct.                                   | Nov.                                   | Des.                                   | Anual                                  |
| -------------------------------------- | -------------------------------------- | -------------------------------------- | -------------------------------------- | -------------------------------------- | -------------------------------------- | -------------------------------------- | -------------------------------------- | -------------------------------------- | -------------------------------------- | -------------------------------------- | -------------------------------------- | -------------------------------------- | -------------------------------------- |
| Temperatura diària màxima °C (°F)      | 13 (55,4)                              | 14 (57,2)                              | 16 (60,8)                              | 20 (68)                                | 25 (77)                                | 30 (86)                                | 33 (91,4)                              | 33 (91,4)                              | 29 (84,2)                              | 24 (75,2)                              | 19 (66,2)                              | 15 (59)                                | 20 (68)                                |
| Temperatura diària mínima °C (°F)      | 6 (42,8)                               | 7 (44,6)                               | 8 (46,4)                               | 11 (51,8)                              | 16 (60,8)                              | 20 (68)                                | 23 (73,4)                              | 23 (73,4)                              | 19 (66,2)                              | 15 (59)                                | 12 (53,6)                              | 8 (46,4)                               | 14 (57,2)                              |
| Precipitació total mm (polzades)       | 62 (2,4)                               | 37 (1,5)                               | 37 (1,5)                               | 23 (0,9)                               | 23 (0,9)                               | 14 (0,6)                               | 6 (0,2)                                | 7 (0,3)                                | 15 (0,6)                               | 51 (2)                                 | 56 (2,2)                               | 71 (2,8)                               | 402 (15,8)                             |
| Font: BBC Weather 5 de juliol del 2010 |                                        |                                        |                                        |                                        |                                        |                                        |                                        |                                        |                                        |                                        |                                        |                                        |                                        |

## Geografia econòmica
- Ús de la terra
  - Terra arable: 20,45%[2]
  - Collites permanents: 8,59%[2]
- Terres irrigades: 14.530 km² (estimació del 2003)[2]